# 马西莫·布兰比拉
马西莫·布兰比拉（義大利語：Massimo Brambilla，1973年3月4日—），意大利男子足球运动员，司职中场。他曾代表意大利国奥队参加1996年夏季奥林匹克运动会足球比赛，获得第十二名。